# Afasi & Filthy
Afasi & Filthy er en hiphop-duo fra Uppsala i Sverige som består af Afasi (rapperen) og Filthy (producer).

## Historie
Rapperen Afasi, rigtige navn Herbert Munkhammar, og musikproduceren Filthy, rigtige navn Magnus Lidehäll, mødtes i folkeskolen og havde i samme klasse i 6. Deres gensidige smag for musik førte dem tæt sammen og de begyndte at skabe sange sammen, fra 9. klasse. Begge kommer fra Uppsala men for et stykke tid siden valgte de at bosætte sig i Malmö.
Filthy udgav sit første mixtape i efteråret 2001, og året efter udgav de kassetten "Snus, Porr & Brännvin" sammen med rapperen Spakur.
Under efteråret 2006 remixede de sangene fra Petters album P og resultatet blev udgivet som Skruvat & choppat av Afasi.
Og under foråret 2007 udgav de mixtapet Hotell Stress vol.2 som er tilgængelig som en gave til downloadere, som han selv siger i en af sangene.
De udgav singlen "Fredag hela månaden" 2007 som også er med på albummet Fläcken.
Albummet Fläcken blev udgivet 9. april 2008 af Pope. Singlen ”Glider” kom ud i januar. Udover det har duoen haft et stor hit med sideprojektet Maskinen og singlen "Alla som inte dansar (är våldtäktsmän)".
I januar 2009 modtog de en grammis i kategorien årets dans/hiphop/soul med "Fläcken".
De fik også en P3:s pris for årets hip/soul i P3-guld.
De har også udgivet en sang ved navn Hopp Opp i samarbejde med den norske rapper OnklP.
Afasi har også optrådt som gæst på Grandmaster Flashs album The Bridge på sangen "We speak hip hop".

## Singler
- 1990 nånting feat. Snook (2003)
- Bomfalleralla (2004)
- Le Parkour (2005)
- Hej Hej (2006)
- Eller Hur!? (2006)
- Fredag Hela Månan (2007)
- Glider (2008)
- Jobb (2008)
- Sverigetrotters (2008)